# Kritika Rajya Lakshmi Devi
Kritika Rajya Lakshmi Devi (Kathmandu, 16 oktober 2003) is de jongste dochter van kroonprins Paras en kroonprinses Himani. Ze is de kleindochter van koning Gyanendra van Nepal.
Net als haar zuster Purnika was Kritika niet in de lijn van opvolging voor de Nepalese Troon, maar in juli 2006 heeft de Nepalese regering voorgesteld om het erfrecht te wijzigen in absolute eerstgeboorterecht.
Op 28 mei 2008 werd de Nepalese monarchie afgeschaft en vervangen door een seculiere federale republiek. In juli 2008 verliet prinses Kritika Nepal met haar moeder, zuster en broer om naar Singapore te verhuizen naar haar vader, die afspraken aan het maken was voor de familie om zich daar te vestigen.